# ルガール・バーンシュタイン
ルガール・バーンシュタイン (Rugal Bernstein) は、SNKの対戦型格闘ゲームの『ザ・キング・オブ・ファイターズ』シリーズに登場する架空の人物。

## キャラクター設定
『ザ・キング・オブ・ファイターズ』（以下『KOF』と表記）シリーズの初代最終ボス。武器や麻薬といった闇市場を牛耳る武器商人。世界中の戦争の裏には必ず"R"という組織の影があるという。"R"と書かれた招待状を格闘家たちに送り、『KOF'94』（以下『'94』と表記）と『KOF'95』（以下『'95』と表記）でキング・オブ・ファイターズを主催した黒幕。
ボスキャラクターとして登場することが多く、ほとんどの作品では「オメガ・ルガール」（Omega Rugal）という名前で登場する。
巨大な航空母艦「ブラックノア」や謎の基地を所有しており、『'94』と『'95』ではマチュアとバイスを秘書にしていた。しかし、この2人の正体はオロチ八傑集であり、不完全ながらもオロチの力を手に入れたルガールを監視するためにオロチ一族から送り込まれたのである。『KOF'98』（以下『'98』と表記）からはヒメーネ（ルガールの上着を腕に掛けた赤髪）とアヤ（黒髪ボブカット）を秘書にしているが、この2人は『KOF』の正規ストーリーには登場しておらず、詳細な設定は明らかにされていない。なお、スタッフのコメントとして「『'94』の時点で秘書が四人居た」と明言されているが、『'95』の時点では眼鏡を掛けた男性や髪の長い金髪の女性の姿が残りの秘書として描かれていた。
『KOF'98 ULTIMATE MATCH』（以下『'98UM』と表記）ではゲーニッツとの戦闘前デモで右目が赤く光る演出がある。また、オロチに勝利した際は「地球意思には興味はなく、欲しいのは力のみである」と発言している。また､同作ではヴォルフガング・クラウザーが相手の場合、対戦前に「カイザーウェーブ」を撃ち合ってから互いに挑発し合うという演出が用意されている（『KOF'98UM』でオメガ・ルガールとして登場した際も、必殺技に実装されてはいないがクラウザーとの対戦時には最初に「カイザーウェーブ」を放つ）。
『KOF2000』（以下『2000』と表記）では、隠しキャラクターであるクーラ・ダイアモンドの隠しストライカーである「マニアックストライカー」として登場を果たす。呼び出すと「ジェノサイドカッター」で相手を攻撃する。
黒豹のロデムを飼っており、CPUの変身前のルガールが気絶した際はロデムが援護攻撃を行ってくる。ルガールが勝つと吠えて、負けると項を垂れる。『CAPCOM VS. SNK』（以下『CvS』と表記）シリーズのルガールとともに登場する。『CvS』シリーズの勝利メッセージによれば、ロデムはナコルルにも心を許している。『CvS』シリーズではユリ・サカザキはロデムを「クロちゃん」と呼んでおり、ルガールとユリで組んだ状態で勝利した際の仲間同士の会話メッセージでは、「クロちゃん」と呼んだユリに対して、「勝手な名前で呼ぶな」と怒る。ロデムは、開発当初は名前が設定されておらず、スタッフ内の通称として「ロデム」と呼ばれていたのが正式に採用された。

### 人物
一人称は「私」。横分けにした金髪で、ペンシル型の口髭を蓄え、両耳にピアスをしている。
普段は白いシャツと燕尾服風の赤の上下に黒のカマーバンドやクロスタイを身に着けたフォーマルな姿だが、戦闘時には上着とシャツを脱ぎ、緑がかった黒（暗緑色）のノースリーブのインナーと赤いスラックス、肩から外したサスペンダーを腰の両脇に垂らした姿となる。ただし『CvS』シリーズでは上着を着たままの姿で戦う。
一見すると紳士的な優男だが、197cmの長身とそれに相応しい強靭な体格の持ち主である。己の強さに絶対的な自信を持ち、より強い力を望み、悪の心を大切なものとし、邪悪さと風格を漂わせる帝王然としたキャラクター。闘って倒した相手を銅像に塗り込んだり、他者の殺害を何とも思わない残忍冷酷な人物である。『'94』と『'95』にて、女性格闘家チーム（不知火舞、ユリ・サカザキ、キングの3人）で勝ち進んだときの中間デモでは、彼女ら3人を剥製にしようと目論んでいる。
怒チームのリーダーであるハイデルンが率いていた傭兵部隊50人を自分1人で壊滅させ、彼の妻・サンドラと娘・クララを殺害（『'94』では、ハイデルンに対して「そのことに関してはすまなかったと思っている」と謝罪の言葉を述べている）、さらには彼の右目を奪っている。ルガール自身も右目を失っており、時折赤い光を発する黒い義眼を嵌めているが、のちに『'96』のストーリーで「25歳のころのルガールが、当時18歳だったゲーニッツとの戦いで右目を失った」と判明した。
初登場となる『'94』における出現デモでは、自分が倒して銅像に塗りこんだ格闘家たちをプレイヤーに見せつける。のちに『CvS』シリーズにて、ルガールはガイルとの対戦時に彼の石像を用意し、その像を「ソニックブーム」で真っ二つにされ、直後に自分も烈風拳で粉々にする。
『'94』ではサイコソルジャーチーム（麻宮アテナ、椎拳崇、鎮元斎の3人）を「最も嫌いなタイプの人間」と評したり、ジョー・ヒガシから「まるで悪魔だ」と言われた際には笑いながら「最高の褒め言葉」と返した。『'95』のサイコソルジャーチームのエンディングでは、自分を倒したことを3人に感謝する人間がどこにいるのかと問いかけたり、「人間はいずれ滅びる運命にある」という趣旨の発言をしている。
格闘技はすべてマスターしているらしく、『CvS』シリーズでは春日野さくらに「歩く格闘技事典」と言われている。また、『CvS』シリーズではベガの「サイコパワー」、豪鬼の「殺意の波動」を自分のものにせんと狙っているが、複数のキャラクターから「技を中途半端にかじっている」と評されている。
開発当初は「相手の技を一度見ただけで覚えて使える」という設定であったが、容量の都合でカットされたという。
最終ボスとして登場した作品のエンディングでは、自分の艦を自爆させることが多い。

### オメガ・ルガール
『'95』にてオロチの力を手に入れたルガールの姿。サイボーグ手術によって右腕は前腕の途中から先が義手となっている。戦闘前のデモで溢れ出したオロチの力によって服が破けたため上半身は裸で、髪は金色から銀色に変化し、背中には黒い「Ω」の模様が浮かび上がっている。
『'98』『'98UM』でも、ボス仕様のルガールが「オメガ・ルガール」として登場している。『'95』と異なり基本的なグラフィックは通常のルガールと同様だが、配色は髪が銀色・インナーの色が紺色・スラックスの色が暗い赤となっている。また、『'95』では右手が義手だったが、元通りに戻っている。
『KOF2002』（以下『2002』と表記）、『KOF2002UM』（以下『2002UM』と表記）でもキャラクター名は「オメガ・ルガール」だが、配色は通常のルガールに近く、金色の髪（キャラクターイラストでは銀髪として描かれている）に漆黒のインナー、赤いスラックスとなっている。また、キャラクターイラストやCPU戦での登場デモでは赤いコート状の上着を着用しており、上着の背中からは天井や床に向けて多数のチューブやコード類が伸びている。右手も『'98』『'98UM』同様、元通りに戻っている。
『XV』ではバースの影響により復活を果たした。銀髪に漆黒のインナーと赤いスラックスの配色となっており、右手は『'98』『'98UM』『2002』『2002UM』同様、元通り戻っている。また、ボスチャレンジモードでは『2002』の登場デモをベースにした赤いコートを着用した姿で登場する。

### ゴッド・ルガール
『CAPCOM VS. SNK 2 MILLIONAIRE FIGHTING 2001』（以下『CvS2』と表記）では、決勝戦直後に大阪城の天守にて豪鬼と一騎討ちを行う。展開によっては豪鬼を倒して殺意の波動を取り込んでゴッド・ルガールとなったが、倒されたあとは何者か（殺意の波動か豪鬼なのかは不明）に乗っ取られたかのような描写があり、豪鬼のような形相になって失踪する。もう一方の展開では、逆に豪鬼に倒されるも、刺し違えて豪鬼に暗黒パワーを送り込み、神・豪鬼（神の表記は"神"と"人"を上下に並べた1文字の外字）を生み出すきっかけをつくる。また、海外版では名前がアルティメット・ルガール（英語：Ultimate Rugal）に変更されている。
デザイン的には通常のルガールからオメガ・ルガールへの変化を踏襲しており、オメガ・ルガールのように上半身裸にはなっていないものの、洋服はボロボロになりクロスタイが外れた襟元が大きく開き、肌は浅黒く、髪は白髪に変化している。右手は豪鬼の血に濡れて真っ赤に染まり、ニュートラルポーズでは拳を握る度に血の雫が滴り落ちる。

## 正史上の流れ
初登場となる『'94』にて、大会の優勝者のもとへ秘書（当時）のマチュアを派遣して航空母艦「ブラックノア」へ案内させ、自己紹介を行う。「日本最強チーム」（草薙京、二階堂紅丸、大門五郎の3人）で勝ち進むと、京の父・草薙柴舟との対面イベントが発生する。『KOF』の優勝者との戦いに敗れたルガールは道連れにしようと、「ブラックノア」とともに自爆するも奇跡的に生還する。その後、ルガールは『'95』でサイボーグ手術を受けて復活し、『'94』の時に打ち倒した草薙柴舟を洗脳する。
『'94』大会の優勝者への復讐を果たすため、2度目の格闘大会「The King of Fighters 95」を主催する。勝ち進んできた者たちを催眠ガスで眠らせ、オロチの力を利用してオメガ・ルガールとなり、ラストボスとして登場する。ゲーニッツに奪われた右目と交換という形で解放されたオロチの力を手に入れたルガールは、優勝者と闘うも再び敗北する。その後はオロチの力に耐え切れず、肉体が崩壊して消滅する。その際に復活を仄めかす発言をしているが、当時のゲーム雑誌『ネオジオフリーク』のスタッフから「塵となって消えた」と、完全に死亡した旨のコメントが発表されている。その後、『ネオジオフリーク』最終号および『KOF2000』の公式サイトに掲載されたKOF用語辞典では「消滅後は空気中を分子単位で漂っている」と表記された。
以降は正史ではないストーリー設定のないドリームマッチ作品（『'98』『2002』）でのみ復活している。『'98』でKOF優勝者と対戦し、敗北後は自爆を行う。『2002』では航空母艦で『KOF』の優勝者と対戦するが、敗北した直後に航空母艦が爆発し、それと同時にオロチの力に身体が耐え切れず消滅した。『2002 UM』では航空母艦に設置された自爆スイッチで自爆する。また、『'98』以降は『KOF』でルガールが登場する際には「オメガ・ルガール」としてラストボスという形で登場している（『'98』のイラストギャラリーでは、科学施設のような所で沢山の銀髪のルガールのスペアボディーが製造されているイラストがある）。
『XV』でバースの影響により復活を果たした。
『KOF2003』では、彼の面影を持つ青年「アーデルハイド」とその妹「ローズ」が登場。『KOF XI』のアーデルハイドストーリーで彼らと血縁関係にあることが、『KOF XIII』で実の親子だということが明らかとなった。この2人の他にも弟がおり、志の違いで対立しているが、詳細は明らかにされていない。

## ゲーム上の特徴
『'94』では、CPU専用のボスキャラクターとして初登場。超必殺技こそ持たないが、ボスキャラクターにふさわしい非常に優遇された強さを見せた。上着を着た状態では、通常技の判定が必殺技扱いであるためにガードした相手の体力を削り取る。これを倒すと中間デモを経て、上着を脱いで本気を出し、もう1度戦うことになる。この状態になると通常技が変化し、さらに投げ技と5種類の必殺技を使用してくる。攻撃力・防御力が異様に高く、必殺技の隙も全体的に小さく高性能。パワーゲージMAX状態の通常必殺技「ジェノサイドカッター」を至近距離で食らうと即死するほどの威力を持つ。また、変身後のルガールは、攻撃を受けるごとに蓄積していく気絶値の回復力が非常に高く、決して気絶することは無い。『'94』のリメイク作品である『'94 RE-BOUT』ではエディット専用のプレイヤーキャラクターとして使用することが可能（使用可能なのは、上着を脱いだあとの状態のみ）。
『'95』では柴舟とともに隠しコマンドを入力することで使用可能。各技の性能がいずれも少しずつ抑えられているが、全般的に攻撃力が軒並み高い作中でもひときわ群を抜いた威力を持つ。超必殺技として用意された「ギガンテックプレッシャー」も威力が高い。ルガールと相手、双方のパワーゲージがMAX、且つルガールの体力ゲージが点滅した状態で相手との距離を目いっぱい開けてから弱の烈風拳を撃ち、直後にこの技で追撃すれば、体力満タンの状態からでも一撃で倒せる。『'95』のCPUルガールも気絶値の回復力が高く設定されており、決して気絶しない。
最初から使用可能となった『'98』では技の動作が全体的に重くなり、威力も大きく低下したため、使う技を選んで堅実に立ち回る必要があるが、そのバージョンアップ版の『'98UM』では通常技、必殺技、超必殺技の性能が大幅に上昇し、使いやすくなった。同作の最終ボスとして登場する「オメガ・ルガール」は、「ダークバリヤー」と「ギガンテックプレッシャー」以外の必殺技と超必殺技が新技として置き換えられた。『'94』や『'95』で見せたような高い攻撃力が比較的抑えられてはいるが、防御力や耐久力の高さは相変わらず桁外れである。
『2002』でも最終ボスとして登場する。『'98』のプレイヤーキャラクターの必殺技をベースに、一部必殺技・超必殺技が変更された。必殺技の動作が速くなっている分、隙も若干大きくなってはいるが、パワーMAXによる「どこでもキャンセル」機能を利用することで隙を減らすことが可能になっている。
『KOF2002 UNLIMITED MATCH』（以下『2002UM』と表記）では隠しボスとして登場する。CPU版は『2002』よりも多少攻撃力が抑えられた分防御力が高められており（他のネスツボスの数倍）、時間内に体力を0にすることが困難になった。プレイヤー版はCPU版よりも攻撃力、防御力共に調整されている（ルガールに限らず同作のボスキャラクターは全て）が、それでもそれぞれの技性能の高さは抜群で圧倒的な強さを誇る。
『CvS』では通常キャラクター、『CvS2』では通常キャラクターおよび豪鬼と双璧をなす最終ボスとしても登場する。本シリーズのみ『'94』以来の上着を着た状態で投げ技以上の技を使用する。
『CvS2』では通常ルガールの他に隠しボスとして「ゴッド・ルガール」も登場する。『KOF』シリーズとは異なるが、ボスという位置付け上、高性能な技を多く持つ。CPU版は攻撃力・防御力がかなり高く設定されているが、プレイヤーの使用するゴッド・ルガールは防御力が非常に低いため、威力の高い攻撃を複数回喰らうとあっという間に倒されるというリスクもある。

## 技の解説

### 通常技
技名が公表されている『'94』、『'95』の名称のみ記載。
| 操作           | 立ち（近距離）                                          | 立ち（遠距離）                                      | しゃがみ                                            | 垂直ジャンプ                                    | 前方ジャンプ                                    | 後方ジャンプ                                    |
| -------------- | ------------------------------------------------------- | --------------------------------------------------- | --------------------------------------------------- | ----------------------------------------------- | ----------------------------------------------- | ----------------------------------------------- |
| 弱パンチ       | 『'94』：ルガールチョップ 『'95』：ルガールフック       | ルガールチョップ                                    | 『'94』：ピースキック 『'95』：ビースパンチ         | イーグルクロー                                  | イーグルクロー                                  | イーグルクロー                                  |
| 強パンチ       | 『'94』：ゲルクラッシャー 『'95』：リボルバークラッシュ | ゲルクラッシャー                                    | 『'94』：ガトリングキック 『'95』：メタルクラッシュ | 『'94』：イーグルクロー 『'95』：ジャガークロー | 『'94』：イーグルクロー 『'95』：ジャガークロー | 『'94』：イーグルクロー 『'95』：ジャガークロー |
| 弱キック       | 『'94』：ルガールソバット 『'95』：ローニードル         | ルガールソバット                                    | 『'94』：ピースキック 『'95』：ビースキック         | イーグルビーク                                  | イーグルビーク                                  | イーグルビーク                                  |
| 強キック       | スピニオンキック                                        | 『'94』：スピニオンキック 『'95』：オメガクラッシュ | ガトリングキック                                    | ローリングクラッシュ                            | ローリングクラッシュ                            | ローリングクラッシュ                            |
| 攻撃避け       | 『'94』：イーグルスルー 『'95』：イーグルスロー         | 『'94』：イーグルスルー 『'95』：イーグルスロー     | -                                                   | -                                               | -                                               | -                                               |
| カウンター攻撃 | ブラッシュアタック                                      | ブラッシュアタック                                  | -                                                   | -                                               | -                                               | -                                               |
| ふっ飛ばし攻撃 | デストラクションヒット                                  | デストラクションヒット                              |                                                     | デッドリーフォール                              | デッドリーフォール                              | デッドリーフォール                              |

### 通常投げ
スコーピオンデスロック
相手の首を掴み上げ、連続して暗黒の闘気を叩き込み遠くへ投げ飛ばす。『CvS』シリーズのみ投げ飛ばされた相手は電気のような気に纏われながら吹き飛ぶ。一見すると掴み技だが、『'95』や『CvS』シリーズでは攻撃回数が一定の投げ技であった（チャン・コーハンの当時の通常投げ「破壊投げ」も同様）。『'98』では掴み技扱い。
スコーピオンブロウ
『'98』にて追加された強キックボタンでの通常投げ。相手を掴んだ後、自分の反対側に相手を持ってきてから殴り飛ばす。

### 特殊技
ダブルトマホーク
『'98』にて追加された特殊技。蹴り上げ→かかと落としの2段攻撃を決める。弱攻撃からキャンセルでつながり、1段目のみ必殺技キャンセル可能。2段目のかかと落としはしゃがみガード不可。

### 必殺技
烈風拳
片腕を振り上げ、地面を這う気の波を飛ばす。『KOF』では『'95』までは弾の色が青色であったが、『'98』以降は灰色になり砂煙が舞うようになった。『CVS』では青紫色で砂煙は舞わない。ギース・ハワードの「烈風拳」とほぼ同じ技だが、「ダブル烈風拳」はない。『'94』では技の動作が非常に高速で隙も小さかったが、『'95』では動作が若干遅く撃ったあとの隙が大きくなり、『'98』ではさらに遅くなったうえに撃ったあとの隙が『'95』よりも大きくなった。『KOF2002』では『'95』と同じくらいの動作に戻り、撃ったあとの隙がかなり減っているが、技名を叫ばなくなっている。また相手を画面端に追い詰めた状態であれば、通常技と組み合わせることで永久連続技が可能。
『2002』のリメイク版である『2002UM』では多少硬直時間が伸びたが、それでも相変わらず永久連続技が可能である。
『'98』および『'98UM』のオメガルガールには、「カイザーウェイブ」と共に実装されていない。
カイザーウェイブ
両腕を後ろに引いて気を高めてから前方へ巨大な気弾を飛ばす。クラウザーの「カイザーウェイブ」と同じ技だが、ルガールは普通の必殺技として使うことができる。攻撃判定出現までに若干の隙が生じるが、波動は通常の飛び道具をかき消しつつ飛んでいく。『'94』ではアテナの「サイコリフレクター」で反射できない唯一無二の飛び道具である。
『'95』では、「サイコリフレクター」や「ダークバリヤー」ではね返されるようになった点以外、性能は『'94』とほぼ同じで、攻撃判定発生までの技の動作の速さはタクマ・サカザキの「覇王至高拳」なみ。
『'94』と『'95』では、画面内に自分の飛び道具が残っていても「烈風拳」を撃つことが可能で、この技と「烈風拳」を交互に撃つことで相手を近寄らせにくくする効果を発揮する。
『'98』および『'98UM』では、攻撃判定出現までの隙がさらに大きくなり、密着状態の相手には当たらなくなり、弾速が遅くなっているが、波動の高さが従来よりも低い位置になったことで、上半身無敵の必殺技や下を潜り抜ける必殺技では潰されにくくなっている。ボタンを押し続けることで溜めが可能で、溜めることでヒット数が増大し、食らった相手は錐揉み回転しながら吹き飛びダウンする。また、溜めの段階に関係なく「サイコリフレクター」や「ダークバリヤー」ではね返される。
『'98』および『'98UM』のオメガルガールには、「烈風拳」とともに実装されていない。
『2002』および『2002UM』では、攻撃判定こそ『'98』および『'98UM』を踏襲しているが、攻撃判定出現までの動作がかなり速く、溜め無し（第一段階）で出した場合は弱攻撃から連続でつながる。溜めの段階によって形状・性質が大きく異なり、溜めずに出すと従来の形状で驚異的な弾速となり、溜め第二段階で白色の球状に変化、弾速は低下するが相手を浮かせ、追撃ができる。また、この溜め第二段階のみ、反射することもかき消すことも一切できない。
第三段階（最後）まで溜めた状態で出すと、「グラビティスマッシュ」のような黒く圧縮された球状になり（背中から機械がせり出す）、溜め無し時の驚異的な弾速に加えてガード不能＋追撃可能となる（ただし、『2002』のボス戦では使用しない）。『2002』と『2002UM』では溜めている間はルガールの後ろにも攻撃判定があり、緊急回避で後ろに回りこもうとすると、激しい効果音とともに体力ゲージのほとんどを持っていかれるという恐ろしい現象が起こる。この場合フルで40段入り、これだけでルガール側のゲージが4本分も溜まり、直後に弱の「ギガンテックプレッシャー」で追撃すれば、相手の体力は一気にゼロになる。さらに『2002』のみこの溜め部分の攻撃判定の一段目だけを当てて発射すると、溜めているはずの光球がその場に残り、永久に相手にヒットし続ける（しかもルガールとの位置関係を常に保ち、ルガールが動けば一緒に動く）というバグが存在した。『NEOWAVE』でも溜めている間は後ろに攻撃判定が出現するが、溜まるゲージは1本分まで、と弱体化している。
ジェノサイドカッター
その場で垂直に飛び上がりながら脚を振り上げ、周囲のものを切り裂く。『'94』では、攻撃判定出現まで全身無敵状態で技の隙がほとんど無い上に、パワーMAX時かつ2段フルヒットすれば即死という凄まじい威力であった。『'95』では弱体化し、攻撃判定出現と同時に無敵時間が切れるが、パワーMAXを発動した状態で飛び込み攻撃からの連続技に組み込むことで、甚大なダメージをもたらす。それ以降、操作キャラクターとして使用される際には威力が低下し、隙が増大している。なお、『'98』では空中の相手と相討ちとなったときに限り、状況次第で「ゴッドプレス」や「ギガンテックプレッシャー」で追撃が可能。
ゴッドプレス
体を開いて前方へ滑るように突進し、食らった相手の首を掴みながら画面端まで運んで叩き付ける。『'94』のリメイク版『KOF'94 RE-BOUT』では超必殺技扱いである。『'94』と『'95』ではガードされた場合は後方に跳ね返って着地し、相手との間合いが離れるようになっているが、『'98』以降はガードされるとその場で停止して隙が生じる。なお、『'94』以外では相手の体力を削る能力はない。技が決まれば、必ず相手を画面端に追い込める状態になる。
『'98』および『'98UM』のオメガルガールには実装されていない。
ダークバリヤー
その場で手の平を前方へかざし、飛び道具を反射する円形のバリアを出す。アテナの「サイコリフレクター」とほぼ同じ技だが、色が異なっている。『KOF』では『'95』まではバリアの色が灰色であったが、『'98』以降は緑色になった。『'94』ではバリア自体は相手にヒットしないが、『'95』以降はバリアにも攻撃判定が追加され、相手にヒットするとダウンする。相手に当たるか、飛び道具をはね返すとすぐに動作をやめて隙が小さくなる。『'98』では硬直時間が延びた。
バリア発生時間は、弱では短く、強は長め。『'98』ではバリアの発生が遅くなり、硬直時間が延びた。
なお、バリアが広がりきるまでは攻撃判定もはね返し判定も発生しない。
ダークスマッシュ
『CvS』が初出で、EXルガールのみの技。その場で全身に気を纏ってから掌底で突進する。空中からも出すことができる。
『CvS2』では通常・ゴッド共通の技で、空中でのみ出せる。ガードされても隙が少なく、判定も強い。

#### オメガ・ルガールの必殺技
グラビティスマッシュ（地上）
『'98』および『'98UM』にて烈風拳とカイザーウェイブに代わって使用。足元を除く全身にバリアを張り、それを飛び道具にして前方に放つ。このバリアは、ほぼ全ての飛び道具を相殺する（「カイザーウェイブ」や「覇王翔吼拳」すらかき消し、「スクリューアッパー」（『KOF'96』〜『98』の通常版）はダメージすら受けない。ただし、「パワーMAX版の覇王翔吼拳」および「カイザーウェイブ（最大溜め時）」「パワーMAX版スクリューアッパー」、ヘビィ・D!の「D・マグナム」には一方的に潰される。ボタンを押し続けることで射出を遅らせることが可能。
飛び道具をかき消しながら飛んでいくが、「サイコリフレクター」や「ダークバリヤー」にははね返される（『98UM』の強のみはね返しもかき消しも不可能）。また、バリアを張るまでおよびバリアを張っている間のルガール本体は無防備であり、ルガールの頭部への攻撃、ジョーやキングの「スライディングキック」やチャン・コーハンの「ひき逃げ」のような下段を攻撃するスライディング系の技や、八神庵の「八稚女」には一方的に潰される。
グラビティスマッシュ（空中）
この技も『'98』および『'98UM』にて使用。空中で全身にバリアを張ってから、それを飛び道具にして斜め下に射出する。こちらもボタンを押し続けることで射出を遅らせることができる。バリア発生時にルガール本体は無防備であるのは地上版と同じだが、斜め下に飛び道具を射出する特性上、地上版で一方的に潰される上記の技や必殺技では潰されにくくなっているが、相手の出した対空迎撃技で潰されることもある。
ダークジェノサイド
「ジェノサイドカッター」を強化したもので、相手を蹴り上げてから、空中でさらに蹴り上げて吹き飛ばす。ゴッド・ルガールや、『'98』（『UM』含む）および『2002』（『UM』含む）のオメガ・ルガールが使う「ジェノサイドカッター」がこれである。通常の「ジェノサイドカッター」よりも無敵時間が長くなっており、威力も増加している。2発目の蹴り上げを空振りして「ギガンテックプレッシャー」で追撃するということも可能。弱でもガードされると隙は大きいが、『2002』（『UM』含む）ではパワーMAX時に1発目の蹴り上げ直後をキャンセルして「ダークバリヤー」を出すことで、最悪ガードされた場合でも隙を減らせる。
『2002』（『UM』含む）では、強のみ蹴り上げたあとにさらに両足での浴びせ蹴りが加わる。
バニシングラッシュ
『'98』および『'98UM』にてゴッドプレスに代わって使用。姿が消えるほどの高速移動ですれ違いつつ、不可視の6発の連続攻撃を与える。ガードされても全く隙がなく、相手の体力を一方的に削り取る。弱は発生が速いが、強は発生前に隙が生じる。
ビース・ディストラクション
『2002』および『2002UM』にて使用。すばやく踏み込んで連続蹴りを繰り出す。弱強ともに初段の高速突進蹴りの最中は無敵なので、飛び道具を抜けたり相手の牽制技を潰すことが可能。技の隙もかなり少ない。弱で出せば最後の蹴り上げで相手を浮かせて追撃ができるようになり、ダークジェノサイド（2発目の蹴り上げは空振り）で追撃してから「ギガンテックプレッシャー」でさらに追撃できる（直接「ギガンテックプレッシャー」で追撃することも可能）。強で出すと、蹴り上げのあとに止めに手刀を繰り出す。『2002UM』では、強のみヒット時にワイヤーダメージを発生させる。
バイオレントレイ
『XV』にてカイザーウェイブに代わって使用。片目から赤い気弾を放つ。

#### ゴッド・ルガールの必殺技
ゴッドレーン
豪鬼の「阿修羅閃空」と同じように、無敵状態で左右に移動する。ルガール専用のポーズを取り、高笑いしながら移動する。

### 超必殺技
ギガンテックプレッシャー
『'95』にて新たに追加された超必殺技で、「ゴッドプレス」を強化したもの。画面端に叩き付ける際、髑髏が浮かぶ大きな気の柱（オロチの気）が立つ。『'98』以降のMAX版（LV3）は一旦叩きつけたあとに逆の画面端まで運んでもう一度叩きつける。髑髏の柱の色は『'95』が灰色、『'98』以降が赤となっている。
『CvS』シリーズのLV2は通常の「ゴッドプレス」で画面端に叩き付けた後、逆の画面端に運んでオロチの気を立てて叩き付ける。
『'95』ではパワーゲージを溜めた状態で出すと、突進が外れたりガードされてもパワーゲージがゼロに戻らないため、ゼロに戻るまでならば何度でも出すことが可能。『'98』以降では、「ゴッドプレス」と同じく、ガードされるとその場で停止し、長時間の隙が生じる。
デッドエンドスクリーマー
『'98』および『98UM』のみの技。高く飛び上がって相手を頭から踏みつけて倒し、その上で立ったまま高笑いしながら連続で回転して吹き飛ばし、最後にポーズを決める。MAX版は相手の頭の上に飛び乗ったあとに、体を捻って相手の首をへし折ってから上記の技へと移行する。対地上の投げ扱いのためガード不可だが、空中の相手には当たらない。『'98』以降の乾いた大地の社が使用する「あらぶるだいち」同様、飛び上りながら移動して攻撃する移動投げであるため、相手の飛び道具を避けながら攻撃するという使い方が可能。『98UM』では発生と移動スピードが速くなり、出始めに無敵時間が付いた。
開発スタッフによると当初は相手の頭の上に飛び乗った後、体を捻って相手の首をへし折り、そのまま相手を押し潰すだけの技だったが、地味なので改良を加えたところ、相手の首をへし折り、押し潰した後にさらに仰向けになった相手の腹の上で高笑いしながら回転して最後にポージングで決めるという技になったという。
ジェノサイド・ヘブン
『CvS』シリーズのみ使用する技。その場での連続蹴りから「ジェノサイドカッター」につなげる。密着状態で当てないと途中で空振りすることがある。

#### オメガ・ルガールの超必殺技
ルガールエクスキュージョン
突進して貫手を突き刺し、相手に暗黒パワーを注入してダメージを与える。
『CvS』のEXルガール、『CvS2』のゴッド・ルガールは通常の必殺技扱いで動作も変わっている。技の性質は移動投げで、一瞬の溜め動作のあとに高速で突進して相手の首を掴んで持ち上げて爆発させる。『98UM』では発動から突進・攻撃判定発生まで長い全身無敵が付き、相手の飛び道具をすり抜けつつ当てることが可能となった。ゴッド・ルガールのものは移動スピードがかなり速い。
デストラクション・オメガ
その場で腕を前方に伸ばして相手を掴んで引き寄せてから乱舞攻撃を浴びせ、「ジェノサイドカッター」でとどめを刺す。弱攻撃キャンセルで出しても連続でつながるほど速く、無敵時間も長い。ガードされると間合いが大きく開く。
カイザーフェニックス
『2002』・『NEOWAVE』のMAX2。1 - 3段階の「カイザーウェイブ」をランダムで連発する。発射数は5 - 12発までランダムで決まるが、相手が吹き飛ぶため、全段ヒットすることはまずない。
『2002UM』では発生が速くなり「どこでも判定」が追加されて全段ヒットしやすくなった。
デスペレイトレイ
『XV』の超必殺技。足元から仰ぐように目からビームを放ち、広範囲を薙ぎ払う。
ドレッドフェイタルウェーブ
『XV』でのCLIMAX超必殺技。目の前に相手を引き寄せる重力波を放ち、ジェノサイドカッターから手刀で叩き落とし、カイザーウェイブに似た炎で追撃する。
デッドマウントプレス
『XV』でのMAX超必殺技。ボスチャレンジで出現するCPU版のみ使用。オーラを纏いながら前進し、近づくと相手を殴ってから踏み付ける移動投げ。
前進中は全身にガードポイントが付き、飛び道具も跳ね返す。

#### ゴッド・ルガールの超必殺技
ラストジャッジメント
豪鬼の「瞬獄殺」をコピーした技。この技で相手をKOした場合は「瞬獄殺」と同じく背景に「天」の文字が出るが、豪鬼や殺意の波動に目覚めたリュウと異なり、文字が赤い。豪鬼らの場合、技が決まったあとは背を向けたポーズになるのに対し、ゴッド・ルガールは「デッドエンドスクリーマー」終了時と同じポーズを取る。なお、豪鬼は技後の背向けポーズ時に背中に「天」と浮かぶが、ゴッド・ルガールの場合は通常勝利ポーズに胸筋と腹筋に沿って、体の前面に赤く「天」の字が浮かぶ。
G・エンド
ゴッド・ルガールのLv.3専用超必殺技。相手に貫手を突き刺し、持ち上げてからオロチの力を注入し連続でダメージを与える。突進はせず、貫手のリーチは短い。ブロッキングで防ぐことは不可。

## 他のメディアでのルガール
ドラマCD
『'94』（電撃CD文庫版）に登場。完璧主義者として描写され、些細な理由から使用人を殺害している。原作同様の冷血漢ではあるが、鼻毛が出ていたことに唖然とし、怒りにまかせて鏡にジェノサイドカッターを放ったり、自分のおやじギャグに大笑いしたり、ギャグの演出が目立つ。また、読書が趣味であることが描写されている。
また、『'98』では名前こそ明言されないもののキング・オブ・ファイターズの出場者に復讐するために暗躍し、シェルミーを利用して京と庵の殺し合いを仕向けていたことが示唆されている。
小説版
コメディ編である『'98』の『最大多数の最大幸福』や『2000』の『STRIKERS STRIKE BACK』に登場。『STRIKERS STRIKE BACK』では物語の終盤で京たちがいたファミリーレストランで唐突に登場した後、「お約束」として手にした自爆スイッチを押し、「なぜ都合よくファミリーレストランに自爆装置を設置しているのか」という突っ込みを受けつつ爆破した。
漫画版
コミックゲーメストに掲載された『ゲーニッツ外伝 THE KING OF FIGHTERS'96 ミレニアム・ゼロ』（著：天獅子悦也）は、当時18歳のゲーニッツを主人公に置いた外伝作品で、当時25歳のルガールと彼の空母を急襲したゲーニッツの戦闘が描かれている。この作品では「ルガール・バーンシュタイン」という名前は「何百年も前から海上を彷徨い武器を売り捌き続けている伝説の武器商人」の名前として語られており、ゲーニッツが「あなたは何代目なのか」と問うており、その名前が世襲制であることが示唆されている。
その他
2010年にアメリカで製作された実写映画版『ザ・キング・オブ・ファイターズ』では、レイ・パークが演じている。この映画版では優秀な格闘家であり、それぞれ「異次元への扉」「異次元への鍵」「異次元に封じられた悪しき魂・オロチに対する武器」という役割を持つ「三種の神器」の力に着目して全次元の支配を目論み、手に入れたオロチの力によってオロチに対抗する武器である「草薙剣（くさなぎのつるぎ）」を叩き折り、三種の神器の継承者たちを圧倒するが、最後は京が神器の継承者としての力によって創り出した新たな「草薙剣」に両断されて燃え尽きた。

## キャスト

### 担当声優
ゲーム作品での配役
- 新居利光（『'94』 - 『2000』、『2002UM』、『CvS』シリーズ）
- 若本規夫（『2002』、『NEOWAVE』）
- 最上嗣生（『ALLSTAR』、『ヴァルキリーコネクト』、『XV』）

関連作品での配役
- 銀河万丈（ドラマCD・電撃CD文庫『ザ・キング・オブ・ファイターズ'94』）
- 手塚ヒロミチ（実写映画版『ザ・キング・オブ・ファイターズ』日本語吹き替え）
- 最上嗣生（アニメ『DESTINY』）

### 担当俳優
- レイ・パーク（実写映画版『ザ・キング・オブ・ファイターズ』）

## テーマ曲
- 決闘R＆D - 『'94』（第1形態）
- 決着R＆D - 『'94』（第2形態）
- ギターとオメガとルガールと - 『'95』（オメガ・ルガール）
- The ЯR - 『'98』
- XXX - 『'98』（オメガ・ルガール）
- Last Dance - 『2002』（オメガ・ルガール）
- Unlimited R - 『2002UM』（オメガ・ルガール）
- 決着R&D KOF XV ver. - 『XV』（オメガ・ルガール）
- ギターとオメガとルガールと KOF XV ver. - 『XV』（オメガ・ルガール）

## 関連人物
- 草薙京 - 敵対関係、父を利用された因縁がある
- 草薙柴舟 - 敵対関係、かつて洗脳した男
- ハイデルン - 敵対関係、ハイデルンの妻子を殺害し、本人の右目を奪った
- ギース・ハワード - 敵対関係、烈風拳の使い手
- ヴォルフガング・クラウザー - 敵対関係、カイザーウェーブの使い手
- オロチ - 力を狙った
- ゲーニッツ - 右目を奪われた
- マチュア - 『'94』時の秘書（正体はオロチ八傑集の一人）
- バイス - 『'95』時の秘書（正体はオロチ八傑集の一人）
- アーデルハイド・バーンシュタイン - 息子
- ローズ・バーンシュタイン - 娘